# Grabbezirk der Plathane und des Polykrates
Der Grabbezirk der Plathane und des Polykrates aus dem Demos Potamos ist ein erhaltenes Grabensemble des Kerameikos, des bedeutendsten und größten antiken Friedhofs von Athen.
Der Grabbezirk der Plathane und des Polykrates liegt an der Nordseite der Heiligen Straße. In der Nähe liegen auch der Kioniskos der Philokleia und das Grabgemälde des Hermon, zudem ein Grabbau aus Lehmziegeln und ein Grabbau aus Porosblöcken, wo in eine Opferrinne reiche Beigaben mit Keramik des Meidias-Malers und des Frauenbad-Malers gefunden wurden.
Der Grabbezirk wurde bei den von Klaus Vierneisel geleiteten Ausgrabungen des Deutschen Archäologischen Instituts Athen 1964 gefunden. Wichtigster Fund war die Grabstele der Plathane und des Polykrates, eine Bildfeldstele. Eine Inschrift benennt die hier bestatteten: Plathane, Tochter des Kallimachos aus dem Demos Melite sowie Polykrates, Sohn des Polykrates aus dem Demos Oe. In welcher Weise die beiden Bestatteten miteinander verwandt sind, lässt sich nicht mehr feststellen. Vor allem die Zugehörigkeit zu verschiedenen Demen ist problematisch, möglich sind zwei Geschwister, aber auch Mutter und Sohn. Zu einem späteren Zeitpunkt wurde eine dritte Inschrift für eine Verstorbene hinzugefügt: Thesmotetia, Tochter des Ameinias aus dem Demos Piräus. Auch hier ist eine verwandtschaftliche Zusammengehörigkeit unklar. Der Grabbezirk erstreckt sich über eine Breite von 13 Metern. Die Frontseite wird mit einer Mauer aus Bruchsteinwerk begrenzt. Die Mauer ist nur zur Absicherung des Geländes gegen eventuelles Absacken da, ein weiter Ausbau des Grabbezirks ist nicht erfolgt.
Der Grabbezirk wurde nach der Zerstörung Athens nach der verlorenen Schlacht von Chaironeia gegen die Makedonen unter Philipp II. 338 v. Chr. errichtet, aber noch vor Inkrafttreten des Grabluxusgesetzes, das durch Demetrios von Phaleron (317 bis 307 v. Chr.) erlassen wurde. Im Gelände des Kerameikos findet sich am Fundort heute eine Kopie der Grabstele. Das Original wird unter dem Vordach des Kerameikos-Museums aufbewahrt und gezeigt.